# 北朝鮮の核実験 (2013年)

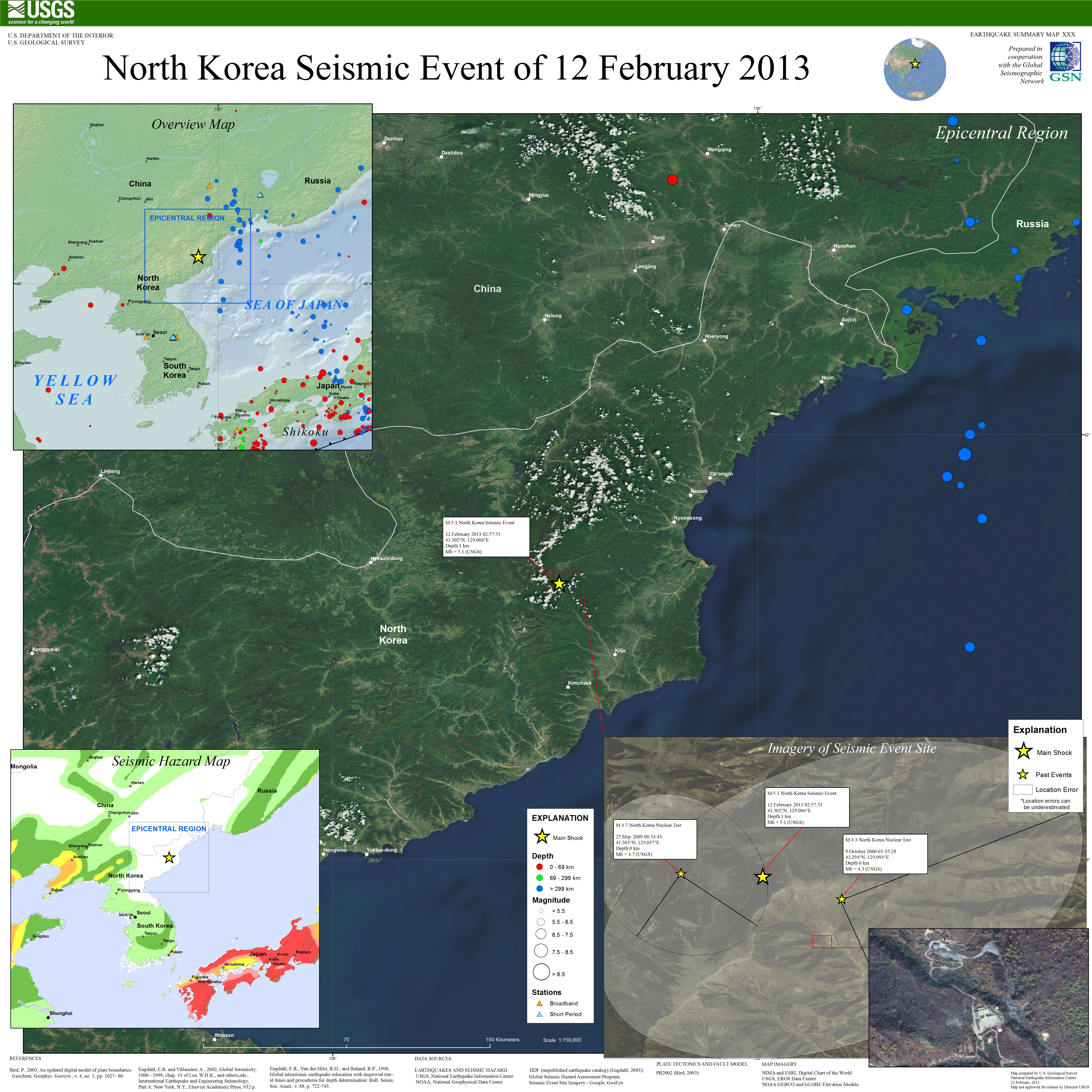
USGSによる2013年の北朝鮮による核実験の画像

2013年2月12日、朝鮮民主主義人民共和国（北朝鮮）によって行われた地下核実験。2006年、2009年に続き3度目の核実験である。

## 概要
2013年2月12日、北朝鮮の朝鮮中央通信は3回目となる地下核実験を成功裏に実施したと発表し、今回の核実験は核兵器の小型化と爆発力の強化を行ったと述べた。中華人民共和国（中国）の地震ネットワークセンター(en)とCTBTO(en)、アメリカ地質調査所は、核実験の影響と考えられる振動を当初はマグニチュード4.9と発表し後に5.1と訂正した。このため2月12日に日本政府はアメリカ合衆国との緊急会議を招集し、大韓民国（韓国）は軍の警戒レベルを上げた。この爆発が核兵器によるものか核爆発を偽装した爆発かは不明としているが、核実験を偽装した証拠は特に見つかっていない。中国、日本、韓国は爆発後に放射線の検知はできなかったとしている
が、2006年の核実験と異なり、九ヶ所の遮断扉と三重の遮断壁が設けられたらせん状の地下実験場の形状が検知を難しくしていると考えられている。
核実験の結果については一部機関からは最大40キロトンという結果がでている。この観測が事実なら三度目の核実験直前に懸念されていた
強化原爆（ブースト型核分裂弾）が試験された可能性が浮上することになる。強化原爆の製造技術は小型化やプルトニウム240を相当含むような粗悪なプルトニウムでも有効な原爆に仕立てる事に繋がる為、新たな懸念材料となる。

## 分析
韓国国防省は核実験が行われた同日に6～7キロトンとの推定を発表した。ロシア国防省関係者は7キロトン以上だとしている
ノルウェーの研究機関NORSARは地震波形を解析した結果、10キロトンと推定した。米シンクタンク、核脅威削減評議会は複数の専門家の検証の結果、12.5キロトン程度の出力である可能性が高いと発表した。
また、最大の解析結果はドイツの政府系研究所である連邦地質資源研究所（BGR）が発表したものである。ドイツ連邦地質資源研究所は最大で40キロトンに達すると発表した。同研究所が根拠にした地震規模は包括的核実験禁止条約（CTBT）の規定に従い設けられた核実験監視施設で観測されたものであるという。この観測結果は日本の気象庁が感知したデータと同じで、この地震規模から解析すると、今回の核実験で用いられた核爆弾の威力はリトルボーイの3倍程度のものになるとしている。同時に韓国政府による発表は政治的な理由で爆発威力を矮小化しているとの見解を示している
。

## 国際的反応

### 国際機関
当核実験に対する主な国際機関の反応は以下の通り。
- 国際連合 - 潘基文事務総長は核実験を「安保理決議に対する明白で重大な違反」と呼んで非難した[18]。また安保理理事国は、当実験は安保理決議1718(2006年)、同1874(2009年)、同2087(2013年)への重大な違反であり強く非難する、との非公式のプレスステートメントを出した[19]。2013年3月8日に国連安保理は北朝鮮への追加制裁を定めた安保理決議2094を全会一致で採択した[20]。
  -  国際原子力機関 - 天野之弥事務局長は、3回目の核兵器実験を「深く遺憾で国連安保理決議への明白な違反」で、「国連原子力機関は北朝鮮の核問題の平和的解決への貢献の準備を維持している」と述べた[21]。
- 欧州連合 - Catherine Ashton 外務・安全保障政策上級代表は、「この核実験は世界的な非拡散体制に対しての更なる明白な挑戦」で国際的な安定に対して脅威を突きつけている、と述べた[22]。
- NATO - 北大西洋理事会(en)は、北朝鮮の核実験は関連する国連安保理決議への言語道断の違反と呼んで強い表現で非難し、さらに北朝鮮当局はこのような挑発行為を即座に停止して国際法による義務を履行して安保理表明などの国際社会の決定に従うべき、と述べた[23]。

### 各国
当核実験に対する各国の反応は以下の通り（英語国名のアルファベット順）。
- アルバニア - アルバニア外務省は、国際的なコミュニティからの反復的な中止要請を無視した北朝鮮政府によって行われた今回の核実験を強く非難すると述べた[24]。
- オーストラリア - ジュリア・ギラード首相は「オーストラリア政府は北朝鮮による核実験を可能な限り強く非難する」との声明を出した[25]。
- ブラジル - ブラジルは深く憂慮し平壌は国連決議に従うべきであると述べた[26]。
- ブルガリア - ブルガリア外務省の報道官は核実験を「国連安保理決議1718、1874、2087への公然とした違反」と呼んで強く非難した[27]。
- カナダ - カナダ外相は「国際社会の意思への北朝鮮体制による無謀な無視が再現された。今回の北朝鮮の3回目の核実験は地域の平和と安全に対する重大で誤った脅威である」との声明を出した[28]。
- 中国 - 楊潔篪外相は、北朝鮮による今回の核実験に「断固として」反対すると述べた[29]。
- フランス - フランソワ・オランド大統領は、今回の核実験を非難し、国際連合安全保障理事会と密接に連携し対応すると述べた[30]。
- ドイツ - ギド・ヴェスターヴェレ外相は、今回の核実験を強く非難し、国際社会は北朝鮮に対する更なる制裁を検討すべきであると述べた[31]。
- インド - 外務省の報道官は北朝鮮に対し、地域の平和と安定に影響を与える今回の行動を控えるよう求めた[32]。
- イラン - 外務省の報道官は、今回の核実験の後で、全ての核兵器は「廃棄」されるべきであると述べた[33]。
- イスラエル - 外相は「北朝鮮によるこれらの行為は国際的義務への違反で、国際社会からの迅速な反応に直面しなければならない。このような行為は容認も許容もできないとの明確なメッセージが北朝鮮と他の諸国に送られるべきである」と述べた[34][35]。
- イタリア - 外相は、今回の核実験は地域の安定と世界の安全保障への脅威と非難し、イタリアは国連と供に北朝鮮の全ての核開発計画に対する行動を行うと述べた[36]。
- 日本 - 安倍晋三首相は、今回の核実験は「重大な脅威」で容認できないと述べた[37][38][39]。衆参両院で非難決議案を採択。
- パキスタン - 外務省の公式報道で北朝鮮の核実験を非難し「パキスタンは北朝鮮政府による地下核実験の実施を遺憾に思う」と述べた[40]。また公式ショートプレスで「1994年の合意と六者協議の枠組みを再確認し、全関係国の合意による非核の朝鮮半島を支持する」と述べた[40]。
- フィリピン - 外務省は「北朝鮮によって実行された核実験を非難する」と述べ、更に「北朝鮮の核実験は、北朝鮮に更なる核実験を行わないよう要求した国連安保理決議 1695(2006年)、1718(2006年)、1874(2009年)に明確に違反する」と述べた[41]。
- ロシア - ロシアは、北朝鮮の核実験を国際的な義務の違反と呼び「断固として非難」した[42]。
- 台湾 - 外相は「挑発的な」核実験を非難し、非核の東アジアを求める立場を繰り返した[43]。
- イギリス - ウィリアム・ヘイグ外相は、「北朝鮮の核と弾道ミサイルの開発は、世界と地域の安全に対する脅威をもたらす可能性がある。それは地域の緊張増大をもたらし朝鮮半島の平和への希望を後退させるだけの、反復した挑発である。」と述べた[44]。
- アメリカ - バラク・オバマ大統領は核実験を「極めて挑発的な行為」と呼び、「地域の安定を弱体化させる」と述べ [45]、同盟国と共にアメリカ合衆国を防衛すると断言した[46][47]。
- ウズベキスタン - 外相は声明を発表し、緊張を高める挑発行為を慎み朝鮮半島の平和と信頼を増進せよという、国際社会の意見に平壌は耳を傾けるべきだと強く勧告した[48][49]。